# Charlotte Labee
Charlotte Labee (Roosendaal, 13 januari 1986) is een Nederlands ondernemer en voormalig model en presentatrice.

## Levensloop
Labee volgde de opleiding management aan instituut Schoevers. Op haar dertiende was ze in Londen al eens aangesproken om modellenwerk te doen en ze begon serieus met modellenwerk toen ze op haar zeventiende enkele maanden naar Milaan vertrok voor verschillende opdrachten. Terug in Nederland hield ze zich bezig met shoots en shows.
In 2008 werd ze verkozen tot Miss Universe Nederland en werd ze uitgezonden naar Vietnam waar ze achttiende werd tijdens de verkiezing die georganiseerd werd door Donald Trump. Na haar verkiezing tot Miss Universe Nederland presenteerde ze bij Omroep Brabant gedurende twee jaar het tv-programma Inz&Uitz. Daarna presenteerde ze nog een korte periode een zakelijk programma voor een lokale televisieomroep. In 2011 werd ze gevraagd het advertentieprogramma LifestyleXperience te presenteren voor RTL 4.
Sinds 2010 is Labee ambassadrice voor de stichting Energy4All die zich inzet voor kinderen met een energiestofwisselingsziekte.
Labee had een gelijknamig modelabel dat begin 2017 failliet ging.
In 2017 verdiepte Labee zich bij de Brain Balance Achievement Centers in de wereld van het menselijk brein, de mindset, voeding en beweging. Ze rondde bij de franchiseketen de opleidingen ‘Neural Cause Effects’, NLP en ‘Body Mind Reset’ af en volgde de opleiding Orthomoleculair Deskundige. In september 2019 verscheen haar eerste zelfuitgegeven e-boek Brain Balance. In 2020 stond Labee centraal in een aflevering van het televisieprogramma ‘Het mooiste meisje van de klas’.

## Bestseller 60
| Boeken met noteringen in de Nederlandse Bestseller 60 | Jaar van verschijnen | Datum van binnenkomst | Hoogste positie | Aantal weken | Opmerkingen |
| ----------------------------------------------------- | -------------------- | --------------------- | --------------- | ------------ | ----------- |
| Brain Food Smoothies                                  | 2021                 | 02-06-2021            | 4               | 9            |             |
| Overprikkeld brein                                    | 2022                 | 06-07-2022            | 1(6wk)          | 64           |             |
| Jouw krachtige brein                                  | 2023                 | 14-06-2023            | 1(5wk)          | 14           |             |
| Onrustige darmen, overprikkeld brein                  | 2024                 | 03-07-2024            | 1(1wk)          | 12           |             |